# Pristiphora geniculata
Pristiphora geniculata är en stekelart som först beskrevs av Hartig.  Pristiphora geniculata ingår i släktet Pristiphora och familjen bladsteklar. Arten är reproducerande i Sverige. Inga underarter finns listade i Catalogue of Life.